# Amélie Valentino
 (avril 2024).
Si vous disposez d'ouvrages ou d'articles de référence ou si vous connaissez des sites web de qualité traitant du thème abordé ici, merci de compléter l'article en donnant les références utiles à sa vérifiabilité et en les liant à la section « Notes et références ».
Amélie Valentino est une femme peintre française née à Metz le 25 mars 1842, où elle est morte le 16 septembre 1921. 
Sa renommée est liée à ses portraits mondains et à la technique du pastel. Elle est un exemple des nombreuses femmes artistes qui bousculent la création artistique de la fin du XIXe siècle en questionnant la place de la femme dans les arts et dans la société.

## Biographie
Amélie Valentino est la petite-fille d'Henri Valentino (1785-1865), qui était chef d'orchestre à Paris (fils d'immigré italien, premier mariage en 1814 à Metz avec Élisabeth Mengin). Elle naît à Metz où son père est clerc de notaire et y est domiciliée jusqu'en 1873. Installée ensuite à Paris (en 1874 au 60, rue de Rennes, VIe arr., en 1885 au 11 bis, rue Daubigny, XVIIe, en 1886 au 112, boulevard Malesherbes, XVIIe, en 1906 au 7, rue Daubigny, XVIIe, en 1909 au 17, rue de l’Assomption, XVIe), elle revient dans sa ville d'origine à la fin de sa vie et y décède en 1921.
Formée d'abord aux Beaux-Arts de Metz, elle suit plus tard les cours de plusieurs maîtres à Paris : d'abord Louis-Henri de Rudder et Louis Jacquesson de la Chevreuse (qui était aussi compositeur), puis Jean-Jacques Henner et Carolus-Duran, qui ont animé de 1874 à 1889, « l’atelier des dames » destiné aux femmes qui n’avaient pas le droit de suivre l’enseignement de l’École des beaux-arts. Elle fréquente aussi le peintre impressionniste Albert Lebourg qui influence son art.

### Carrière artistique

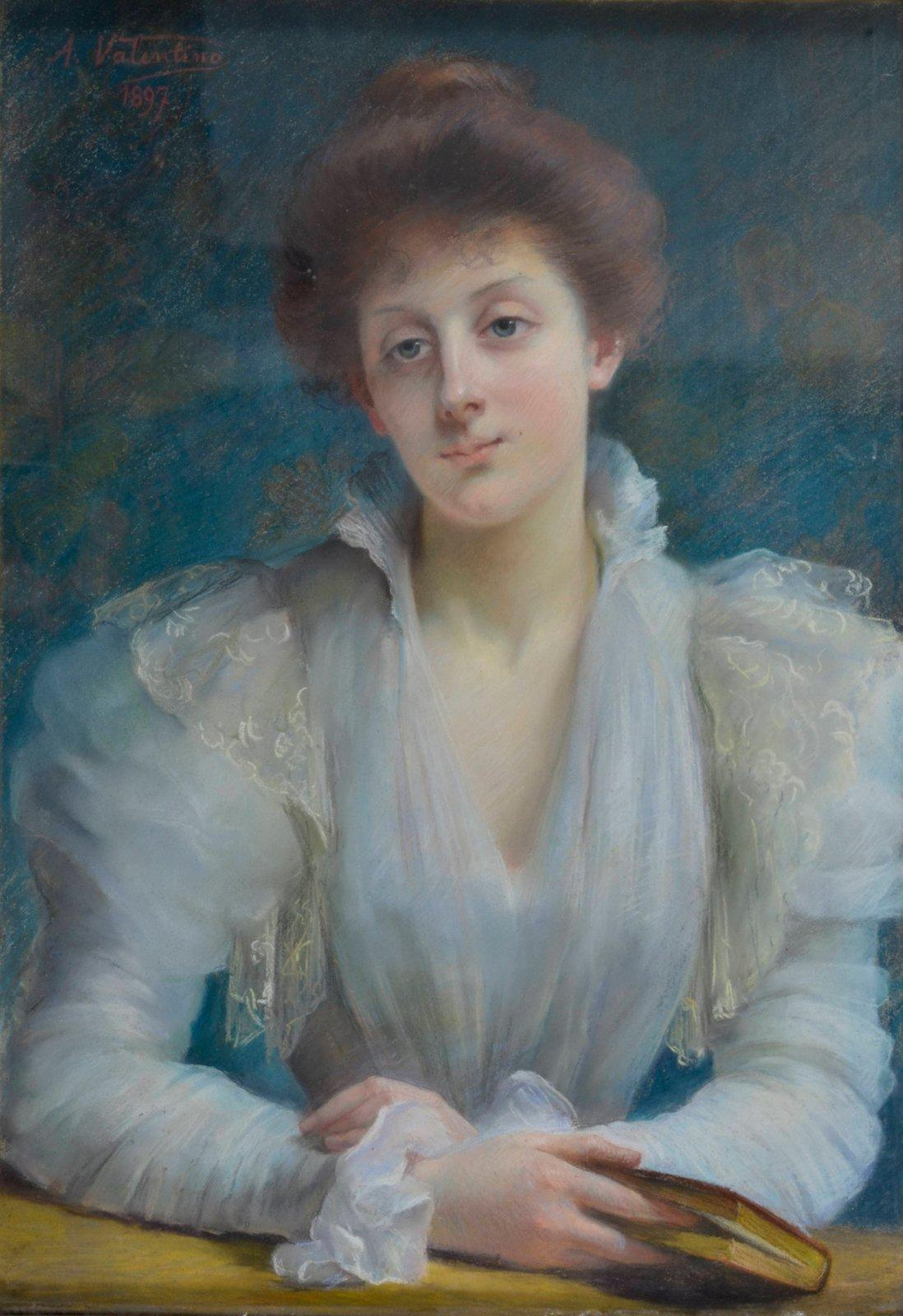
Portrait de femme tenant un livre, pastel, 1897

Amélie Valentino débute au Salon de Paris en 1870 en présentant deux dessins à la sanguines (Profil de jeune femme et  Tête de jeune fille)  qu'elle répéta en 1874 avec une Tête d’étude. À partir de 1877 elle présente régulièrement des portraits de femmes au Salon des Artistes français, puis à partir de 1890 au Salon de la Société nationale des beaux-arts au Palais du Champ-de-Mars ainsi qu'aux expositions de la Société des femmes artistes installées de 1893 à 1907 à la galerie Georges Petit.
Parallèlement Mlle Amélie Valentino (c'est ainsi qu'elle est connue) est active à l'Union des femmes peintres et sculpteurs fondée en 1881 par Hélène Bertaux qui regroupe  des artistes femmes engagées, puis, en 1892, elle participe avec Magdeleine Real del Sarte et Marguerite Souley-Darqué à la création d'un groupe dissident : la Société des femmes artistes. Elle est mentionnée en 1906 comme Associée de la Société nationale des Beaux-Arts.
Ces associations voulaient faire connaître et reconnaître les femmes artistes et réclamaient l'accès des femmes à l'enseignement des Beaux Arts qui ne sera effectif qu'en 1897-1900. Les expositions féminines apportaient une réelle visibilité pour les créations des femmes même si celles-ci s'enfermaient majoritairement dans des genres  privilégiés  comme le portrait, le pastel, la peinture de bouquets ou la nature morte. La féminité commence à faire alors débat entre une conception essentialiste s'appuyant sur une nature féminine et une approche sociologique qui affirme que le regard sur les femmes et leur place dans la société et dans l'art sont déterminés par l'ordre social. Marguerite Souley-Darqué liée à Amélie Valentino joue un rôle important dans ce nouveau questionnement.
Amélie Valentino s'est pour l'essentiel limitée au portrait et à la technique du pastel : ses œuvres d'esprit impressionniste lui vaudront d'être exposée régulièrement à Paris ainsi que le succès dans le milieu mondain et féminin comme en témoignent beaucoup de ces portraits de femmes de la haute société qui ne sont désignées que par des initiales et des titres (par exemple : Portrait de Mlle Laure H..., Portrait de Mlle Marguerite H.,  Portrait de Mme la comtesse G. de D...) Elle a cependant produit aussi des tableaux peints à l'huile comme Portrait of a Lady wearing a white satin Dress and a Cape ou Ung dame i en cremefarvet selskabskjole.
Les titres de quelques œuvres confirment le champ restreint de sa peinture : Jeune femme accordant sa mandoline ; effet de lampe (pastel), À une vente de charité, Femme à sa toilette....
De rares œuvres de Mlle Amélie Valentino sont présentes dans des musées de province comme au Musée de Metz qui possède d'elle deux pastels : Dame assise et Dame assise, une tasse à la main. Le musée de Châteauroux possède lui aussi un grand pastel donné par Alphonse de Rothshild en 1904 : il est intitulé Une Parisienne et représente une jeune Parisienne en robe verte, assise, accoudée sur un canapé.

## Œuvres exposées aux salons

### Au Salon de Paris
Salon de peinture et de sculpture (dit communément Salon de Paris ou tout simplement Salon), remplacé en 1880 par le Salon des Artistes français au Palais des Champs Élysées.
- 1870 
  - Profil de jeune femme ; dessin à la sanguine -
  - Tête de jeune fille ; dessin à la sanguine
- 1874 : Tête d’étude
- 1877 : Portrait de Mme L. R...
- 1878 
  - Portrait de Mlle I. R. Rattazzi  -
  - Portrait de Mme ***
- 1879 
  - Portrait de Mme C...
  - Portrait de Mme E. A
- 1880 
  - Portrait de M. P. B...
  - Une bonne trouvaille
- 1881 
  - Portrait de M. E. A...
  - Portrait de Mlle G. D...
- 1882 
  - Portrait de Mme A. Th...
  - Portrait de Mme D...
- 1883 
  - Portrait de Mme B...
  - Portrait d’André Villard
- 1884 : A une vente de charité
- 1885 
  - Portrait de Mme B...
  - Portrait de Mme C.
- 1886 Une visite
- 1887 Portrait de Mlle B... ; pastel
- 1888 
  - Convalescence ; pastel
  - Portrait de Titi ; pastel
- 1889 
  - Femme à l'éventail ; pastel
  - Portrait de Mlle Abeille V... ; pastel
  - Portrait de Mme Marie Marshall

### Au Salon de laSociété nationale des beaux-arts(Palais du Champ-de-Mars)
- 1890 
  - Le Soir (pastel)
  - Portrait de M. V.
  - Portrait du jeune Daniel G.
- 1892 
  - Portrait de Mlle B.... (pastel)
  - Portrait de Mme M...
- 1893 
  - Jeune femme accordant sa mandoline ; effet de lampe (pastel)
  - Portrait de Mme R... (pastel)
- 1894 
  - Portrait de Mlle Laure H... (pastel)
  - Portrait de Mlle Marguerite H... (pastel)
- 1895 
  - Courrier du soir (pastel)
  - Portrait de Jeanne V... (pastel)

N'expose pas en 1896, 1897
- 1898 
  - Jeune fille lisant
  - Le premier né Portrait de Mme J.-M...
- 1899 
  - Heures tristes (pastel)
  - Portrait de Mme M. B... (pastel)
- 1902 Portrait de Mme M... (pastel)
- 1903 Portrait de Mme la comtesse G. de D... (pastel)
- 1906 Portrait de Simone et d’André B. S...
- 1907 
  - Portrait de Mme R...
  - Portrait de Mme W...  (Au Grand Palais)
- 1909 
  - Portrait de la comtesse Ph. de Sesmaisons
  - Portrait de Mme Durand-Texte (pastel)
- 1910 
  - Portrait de Lolotte 
  - Portrait de Mlle J. C...